# Acacia hamiltoniana
Acacia hamiltoniana är en ärtväxtart som beskrevs av Joseph Henry Maiden. Acacia hamiltoniana ingår i släktet akacior, och familjen ärtväxter. Inga underarter finns listade i Catalogue of Life.